# Palorus subdepressus
Palorus subdepressus – gatunek chrząszcza z rodziny czarnuchowatych i podrodziny Tenebrioninae.

## Taksonomia
Gatunek ten opisany został po raz pierwszy w 1864 roku przez Thomasa Vernona Wollastona pod nazwą Hypophloeus subdepressus. Miejsce typowe znajduje się na Wyspach Kanaryjskich.

## Morfologia
Chrząszcz o wydłużonym, dość płaskim ciele długości od 2,8 do 3 mm. Ubarwienie ma błyszcząco rdzawobrązowe.
Głowa jest w zarysie prostokątna, równomiernie i drobno punktowana, między punktami drobno marszczona, pośrodku lekko wypukła, o trochę z przodu wyciętym nadustku i bardzo dużych, szerokich policzkach z występami częściowo zakrywającymi oczy; policzki od nadustka odgraniczają podłużne wgłębienia. 
Przedplecze jest w zarysie prawie kwadratowe, nieznacznie ku przodowi rozszerzone, o wyraźnym, choć drobnym punktowaniu i drobnej, marszczonej mikrorzeźbie. Krawędzie boczne i tylna są wyraźnie obrzeżone listewką. Pokrywy są najszersze w części przedniej. Międzyrzędy są płaskawe z bardzo drobnym punktowaniem, lepiej zaznaczonym na bokach pokryw.

## Ekologia i występowanie
W warunkach naturalnych owad saproksyliczny, bytujący pod przegrzybiałą korą drzew, w owocnikach grzybów nadrzewnych i w stertach martwej materii roślinnej. W warunkach synantropijnych zamieszkuje magazyny i silosy zbożowe, młyny, sklepy i zaniedbane spiżarnie, gdzie przechodzi rozwój w produktach spożywczych zaatakowanych już przez inne owady, głównie w mące i produktach zbożowych. Chrząszcz ten jest drapieżnikiem i w produktach spożywczych poluje na larwy i poczwarki szkodników.
Gatunek wskutek rozwlekania z produktami spożywczymi współcześnie kosmopolityczny, ale pierwotnie przypuszczalnie nearktyczny. W Europie znany jest z Hiszpanii, Irlandii, Wielkiej Brytanii, Francji, Niemiec, Szwajcarii, Włoch, Malty, Danii, Polski, Czech, Słowacji, Węgier, Białorusi, Ukrainy, Bułgarii, Chorwacji, Bośni i Hercegowiny oraz Grecji, w palearktycznej Afryce z Azorów, Wysp Kanaryjskich, Madery, Maroka, Tunezji, Libii i Egiptu, a w palearktycznej Azji z anatolijskiej części Turcji, Syrii, Izraela, Jemenu, Gruzji, Kazachstanu, Turkmenistanu, Afganistanu, Nepalu, dalekowschodniej części Rosji, Mongolii, Chin, Japonii i Tajwanu. W Polsce po raz pierwszy odnotowany w 1981 roku.